# (21176) 1994 CN13
A (21176) 1994 CN13 a Naprendszer kisbolygóövében található aszteroida. Eric Walter Elst fedezte fel 1994. február 8-án.